# France (schip, 1890)
De France was een Frans zeilschip met vijf masten van het scheepstype klipper.
De France werd gebouwd op de scheepswerf van D.W. Henderson in Glasgow en werd te water gelaten op 2 september 1890. Het schip voer voor de Franse rederij A.-D. Bordes op het traject Europa - Zuid-Amerika, onder andere voor het transport van nitraat. Het schip kwam op 10 mei 1901 terecht in een zware storm voor de kust van Zuid-Amerika. De bemanning onder leiding van kapitein Forgeard moest het schip verlaten nadat de lading begon te verschuiven. De bemanning werd gered maar de France ging verloren.

## Specificaties
De France was volledig uit staal gebouwd en had volgende afmetingen: lengte 115 meter, breedte 15,05 meter en diepgang 9,45 meter. Het schip kon een vracht van 6160 ton vervoeren. Het schip had vijf masten met in totaal 42 zeilen met een totale zeiloppervlakte van 4500 m². Het schip was gesierd een boegbeeld van een vrouw in harnas als toonbeeld van Frankrijk.

## Bemanning
De bemanning bestond uit 42 man, waarvan vier officieren. De eerste kapitein van de France was Eugène Voisin.